# Linnaemya microchaetopsis
Linnaemya microchaetopsis är en tvåvingeart som beskrevs av Hiroshi Shima 1986. Linnaemya microchaetopsis ingår i släktet Linnaemya och familjen parasitflugor. Inga underarter finns listade i Catalogue of Life.